# Olivet Nazarene University
Olivet Nazarene University (ONU) es una universidad privada nazareno en Bourbonnais, Illinois. Llamada así por su ubicación fundadora, Olivet, Illinois, ONU fue establecida originalmente como una escuela de gramática en el centro-este de Illinois en 1907. A finales de la década de 1930, se trasladó al campus en Bourbonnais. La universidad está afiliada a la Iglesia del Nazareno y es el sitio anual de la reunión regional de jóvenes Celebrate Life de la iglesia para la Región Central de ee.UU. Es miembro del Consejo de Colegios y Universidades Cristianas.

## Historia
Olivet Nazarene University remonta sus raíces a 1907, cuando la Eastern Illinois Holiness Association comenzó la escuela de gramática de miss Mary Nesbitt en una casa en Georgetown, Illinois. En 1908, los fundadores de la escuela adquirieron 14 acres en el pueblo de Olivet, y trasladaron la escuela de gramática al campus propuesto. Una comunidad wesleyana y santidad surgió alrededor de la escuela.
En 1909, la universidad de artes liberales fue fundada y nombrada Illinois Holiness University, con A.M. Hills de la Universidad Santidad de Texas como su primer presidente. Luego fue entregado a la Iglesia del Nazareno en 1912, con E. F. Walker como presidente, y heredó una de las regiones nazarenos más pobladas de los Estados Unidos. Fue renombrado Olivet University en 1915, y de nuevo en 1921 a Olivet College.
La solvencia económica de la escuela se convirtió en un problema en la década de 1920, y los fideicomisarios se vieron obligados a declararse en bancarrota en 1926. El tesorero de la escuela, T. W. Willingham, compró la escuela en una subasta y fue elegido presidente. En 1939, el edificio principal del campus fue destruido por el fuego. Esto llevó a la escuela a buscar una nueva ubicación. Bajo el presidente A.L. Parrott, la escuela se trasladó en 1940, al campus anterior de 42 acres (170 000 m²) del St. Viator's College. Con la mudanza, el nombre de la escuela fue cambiado a Olivet Nazarene College (ONC). El nombre de la escuela fue cambiado de nuevo en 1986 a Olivet Nazarene University (ONU).
Los últimos veinte años han estado marcados por un cambio masivo en la cultura y la imagen de Olivet. Después del nombramiento de John C. Bowling como presidente de la Universidad, la universidad comenzó a atraer a un conjunto más diverso de estudiantes de diferentes denominaciones cristianas. La escuela comenzó varios proyectos de construcción diferentes para marcar el crecimiento de la escuela en su conjunto. La universidad actualmente está organizada con siete unidades académicas: la Facultad de Artes y Ciencias, la Escuela de Negocios McGraw, la Escuela de Ingeniería Martin D. Walker, la Escuela de Educación, la Escuela de Ciencias de la Vida y la Salud, la Escuela de Teología y Ministerio Cristiano, y la Escuela de Posgrado y Estudios Continuos.

## Campus
El campus de la ONU es de 250 acres (1,0 km²) en el pueblo de Bourbonnais, Illinois, fuera de la ciudad de Kankakee, Illinois, con 30 edificios. Cuatro edificios son originales de St. Viator College, incluyendo Burke Administration, Chapman Hall, Miller Business Center y Birchard Gymnasium. También hay campus satélite para la educación de adultos en Rolling Meadows, Illinois y Hong Kong.

### Características del campus
Desde que la Universidad Olivet Nazarene se trasladó a Bourbonnais, el campus ha sufrido varias oleadas diferentes de construcción. Además, en los últimos dos años, ha habido numerosos proyectos de construcción, incluyendo la construcción de la Capilla del Centenario betty y Kenneth Hawkins, el teatro más grande del condado de Kankakee, con capacidad para unas 3.059 personas, y el Student Life and Recreation Center, inaugurado en diciembre de 2012.
En total, hay siete edificios académicos (Burke, Wisner, Weber, Reed, Larsen, Forton Villa y Leslie Parrott), dos gimnasios (Birchard y McHie), y seis residencias (Chapman, Hills, Nesbitt, Parrott, McClain, Howe y Williams). La universidad también tiene varios edificios de apartamentos fuera del campus (Old Oak, Oak Run, University Place, Grand, Stadium, Stratford y Bresee). Centennial Chapel ha mostrado a muchos artistas cristianos, incluyendo Bill Gaither y Chris Tomlin.
La universidad también ha completado su centro de vida estudiantil y recreación que se inauguró el 12 de diciembre de 2012. Este edificio sirve como centro central para el campus y cuenta con una piscina olímpica, jacuzzi, río lento, piscina de resistencia, pista cubierta, el muro de escalada en roca colegial más alto de América del Norte, varias aulas, oficinas, un gimnasio, sala de juegos y cafetería.

## Organización
ONU es uno de los nueve colegios regionales de artes liberales estadounidenses afiliados a la Iglesia del Nazareno. ONU es la universidad para la "Región Central de EE.UU." de los Estados Unidos. En términos de la Iglesia del Nazareno, la "Región Central" comprende los distritos de Wisconsin, Noroeste de Illinois, Illinois, Chicago Central, Norte de Míchigan, Míchigan, Míchigan Oriental, Noroeste de Indiana, Noreste de Indiana, Indianápolis y suroeste de Indiana, que incluyen Wisconsin, Míchigan, Illinois e Indiana. Cada universidad recibe el respaldo financiero de las iglesias nazarenos en su región; parte de cada presupuesto de la iglesia se paga en un fondo para su escuela regional. Cada universidad o universidad también está obligada por un acuerdo de caballeros de no reclutar activamente fuera de su respectiva "región educativa".

## Académicos
La ONU está acreditada por la Comisión superior de aprendizaje desde 1956 y ofrece licenciaturas en 67 especializaciones académicas. La Escuela de Posgrado y Estudios Continuos ofrece maestrías, programas de finalización de títulos para adultos no universitarios y un doctorado en educación ofrecido sólo en el campus principal de Bourbonnais, así como una maestría en "asesoramiento profesional" ofrecida en un sitio en Hong Kong y educación a distancia para una maestría en educación. El título de doctor en educación se ofreció a través de un modelo híbrido/cohorte único (tanto en clase como en línea). A partir de finales de 2018, el programa médico de educación se cambió a la versión completa en línea solamente. La tasa de aceptación de 2007 para los estudiantes que solicitaron la universidad fue del 70,3 %.

## Vida estudiantil
En 2007 había 4.636 estudiantes en la universidad, de los cuales 3.190 eran estudiantes universitarios. Los estudiantes de la ONU son de 40 estados y 20 países, y representan 30 denominaciones cristianas. La universidad ofrece más de 80 clubes diferentes con muchos enfoques diferentes. Todos los clubes y organizaciones estudiantiles están patrocinados por el Olivet Nazarene University Associated Student Council. Algunos de los clubes más influyentes en el campus incluyen Capitol Hill Gang, la sociedad política de la universidad, y el capítulo del campus de la Misión de Justicia Internacional.
La escuela también apoya a dos equipos deportivos del club que están libremente afiliados a la universidad. Este primero de ellos es el equipo de voleibol masculino de la ONU, que fue el primer club deportivo en establecerse. Además, en 2010, los Pingüinos Negros, un club ultimate frisbee equipo fue creado y llegó a los Nacionales Universitarios de la UPA, alcanzando ese nivel de nuevo en 2014.

### Atletismo
Los equipos atléticos olivet nazarenos son conocidos como los Tigres; la universidad es miembro de la Asociación Nacional de Atletismo Intercolegial (NAIA) y compite como miembro de la Conferencia Atlética Colegial de Chicagoland (CCAC). La ONU también compite en la Región Centro Norte de la Asociación Atlética Nacional Cristiana (NCCAA). Los deportes masculinos incluyen béisbol, baloncesto, porristas, campo traviesa, fútbol, golf, fútbol, natación, tenis y atletismo; mientras que los deportes femeninos incluyen baloncesto, porristas, campo traviesa, golf, fútbol, softball, natación, tenis, atletismo y voleibol.
Los colores morado y dorado y el apodo atlético de los Tigres en Olivet Nazarene han existido desde 1940, cuando los estudiantes de la ONC jugaron por primera vez bethany Nazarene College (BNC), y el atletismo intervarsity comenzó con otro juego entre ONC y BNC en 1966.
La ONU se afilió originalmente a la División III de la Conferencia Norte de Illinois-Iowa de la Asociación Atlética Colegial Nacional (NCAA) de 1974 a 1997. La ONU se convirtió en miembro fundador de la Mid-States Football Association en 1994 (sólo fútbol).
De 2002 a 2019, los Chicago Bears celebraron su campamento de entrenamiento de verano en la escuela. Aunque los Bears tenían un acuerdo para seguir practicando en la universidad hasta 2022, trasladaron el campamento a Halas Hall para la temporada 2020.

## Controversias

### Polémica por la evolución
En 2007, el presidente John C. Bowling prohibió al exalumno de la ONU y miembro de la facultad Richard G. Colling enseñar el curso general de biología de la educación que había enseñado desde 1991. El presidente Bowling prohibió a los profesores asignar el libro de Colling de 2004: Random Designer: Created from Chaos to Connect with the Creator (Browning Press: ISBN 0-9753904-0-6) En el libro, Colling argumentó que "'la evolución ha resistido la prueba del tiempo y el escrutinio considerable', y que la evolución a través de mutaciones aleatorias y selección natural es "totalmente compatible con" la fe. En particular, su diseño de Dios utiliza las leyes de la naturaleza que creó "para lograr sus metas" de, entre otras cosas, una maravillosa diversidad de la naturaleza y un mundo vivo en constante cambio".
El Manual 2009-2013 de la Iglesia del Nazareno dice: "La Iglesia del Nazareno cree en el relato bíblico de la creación ("Al principio Dios creó los cielos y la tierra... ."—Génesis 1:1). Nos oponemos a cualquier interpretación sin dios del origen del universo y de la humanidad." El Manual 2005-2009 incluía un párrafo adicional que fue eliminado en 2009: "La iglesia acepta como válidos todos los descubrimientos científicamente verificables en geología y otros fenómenos naturales, porque creemos firmemente que Dios es el Creador". En un mensaje de capilla pronunciado el 11 de enero de 2006, el presidente Bowling declaró: "La fe cristiana y algunos entendimientos de la evolución no son necesariamente incompatibles. Sin embargo, quiero ser muy claro al decir que no todas las articulaciones de la evolución servirán; De nada. Es decir, la evolución debe entenderse de ciertas maneras para ser compatible con la fe cristiana". En octubre de 2007, la Escuela de Teología y el Ministerio Cristiano y el Departamento de Biología emitieron un comunicado sobre la creación y la evolución teísta, que incluye esta declaración: "Afirmamos el valor de la ciencia como una forma de explorar la revelación del Dios Creador en la naturaleza. Creemos que la teoría de la evolución puede ser vista como una explicación científica de la diversidad de la vida en la tierra, más que como una religión sin dios que niega la mano de Dios en los procesos de la creación."
En un artículo del 15 de septiembre de 2007 sobre la controversia de Colling publicado en Newsweek, Bowling es citado diciendo: "En los últimos meses [las objeciones a Colling] tomaron una nueva vida y se convirtieron en una distracción, y las cosas se estaban deteriorando en términos de confianza en la universidad". Bowling dijo además que prohibió el libro de Colling con el fin de "quitarle el ojo al toro a Colling y dejar que la tormenta muriera". En 2009, la conclusión de una investigación de la Asociación Americana de Profesores Universitarios (AAUP) encontró problemas con la gobernanza compartida en la ONU y que los derechos de Colling habían sido violados cuando Bowling situó las preocupaciones de los miembros más conservadores de su circunscripción nazareno por encima de sus principios de libertad académica. En 2009, el Dr. Colling renunció a la facultad de la Universidad Olivet Nazarene en un acuerdo con la escuela.

### Homosexualidad
Según el Manual 2009-2013 de la Iglesia del Nazareno: "La homosexualidad es uno de los medios por los cuales se pervierte la sexualidad humana. Reconocemos la profundidad de la perversión que conduce a los actos homosexuales, pero afirmamos la posición bíblica de que tales actos son pecaminosos y están sujetos a la ira de Dios. Creemos que la gracia de Dios es suficiente para superar la práctica de la homosexualidad (1 Corintios 6:9-11). Deploramos cualquier acción o declaración que parezca implicar compatibilidad entre la moral cristiana y la práctica de la homosexualidad. Instamos a una predicación y enseñanza claras con respecto a las normas bíblicas de moralidad sexual".
Woody Webb, vicepresidente para el desarrollo estudiantil, declaró: "Queremos hablar sobre este tema con los estudiantes, y queremos que se sientan seguros haciéndolo. Si vienen a nosotros y quieren ayuda para entender sus atracciones del mismo sexo, nuestras oficinas están abiertas. Si bien no ayudaremos a un estudiante a aceptar [su] atracción del mismo sexo y entrar en un estilo de vida gay, si se dan cuenta de que su atracción del mismo sexo es contraria a la voluntad de Dios por ellos, caminaremos con ellos en su viaje". Según un polémico artículo publicado en el periódico estudiantil Olivet, "un estudiante necesita asesoramiento e indica que es gay en la aplicación... A los consejeros olivet no se les permite asesorarlos de acuerdo con la política de la Universidad". Si un estudiante está tratando de superar las tendencias homosexuales, la Universidad las aceptará en servicios de consejería. La única manera en que la ONU no aceptará a un estudiante en el programa de consejería es si el propósito de la consejería está directamente relacionado con aceptar su homosexualidad. Además, si este es el caso, Olivet remitirá al estudiante a una agencia de asesoramiento externa.
En marzo de 2012, la Iniciativa de Defensa del Matrimonio de Illinois visitó el campus y abogó contra el matrimonio gay. Ese mismo mes, Mike Haley, un orador motivacional y autoproclamado homosexual reformado, habló con los estudiantes durante la capilla obligatoria de la escuela. Según The Daily Journal, "el hecho de que un pequeño grupo de estudiantes de Olivet pidiera tolerancia y una discusión abierta sobre la homosexualidad".

### T. J. Martinson
El 28 de junio de 2019, la universidad rescindió su oferta de trabajo de profesor asistente a académico y autor T. J. Martinson (Ph.D. IU Bloomington, The Reign of the Kingfisher), un exalumno olivet de tercera generación, "citando quejas de que su novela contenía blasfemias y otros elementos [incluyendo la representación de la prostitución y la representación de un personaje lésbico] que entran en conflicto con la doctrina religiosa de la escuela".
El 26 de julio de 2019, PEN America publicó un comunicado sobre la controversia: "El despido de un profesor sobre la base de una obra de ficción sugiere un clima perturbador para la investigación abierta y la expresión creativa en [Olivet Nazarene University]. Desafortunadamente, las circunstancias del despido de Martinson dan la impresión de que la institución está más comprometida a sofocar posibles críticas y controversias que a defender la libertad académica de su facultad. En este caso, descartar a Martinson por el contenido de su novela, incluida la presencia de un personaje lésbico, envía un mensaje de exclusión a la comunidad de la ONU y es probable que tenga un efecto escalofriante en la expresión libre y creativa de los estudiantes y profesores".

## Exalumnos notables
- Paul Cunningham, ex Superintendente General de la Iglesia del Nazareno
- Theresa K. Woodruff Investigadora de la Escuela de Medicina Feinberg de la Universidad Northwestern.
- James Diehl, ex Superintendente General de la Iglesia del Nazareno.
- R. Wayne Gardner, notable ministro nazareno y presidente emérito del Eastern Nazarene College.
- David W. Graves, Superintendente General de la Iglesia del Nazareno.
- Ben Heller, jugador de béisbol de los New York Yankees
- Adam Kotsko, autor, traductor y profesor de humanidades en el Shimer College.
- Mike Overy, exjugador de béisbol de Los Angeles Angels.
- Les Parrott, profesor de psicología clínica de la Universidad del Pacífico de Seattle, autor y orador motivacional.
- Ben Zobrist, jugador de béisbol más valioso de la Serie Mundial 2016 para los Cachorros de Chicago.